# Горішне (заказник)
Горі́шне — ботанічний заказник місцевого значення в Україні. Розташований у межах Носівського району Чернігівської області, на північний схід від міста Носівка (приблизно 5 км від Носівки). 
Площа 500 га. Статус присвоєно згідно з рішенням Чернігівського облвиконкому від 04.12.1978 року № 529; від 27.12.1984 року № 454; від 28.08.1989 року № 165. Перебуває у віданні ДП «Ніжинське лісове господарство» (Носівське л-во, кв. 48-58). 
Статус присвоєно для збереження частини лісового масиву на лівобережжі річки Остер. У деревостані переважають сосна, береза, в домішку дуб, осика тощо.

## Галерея

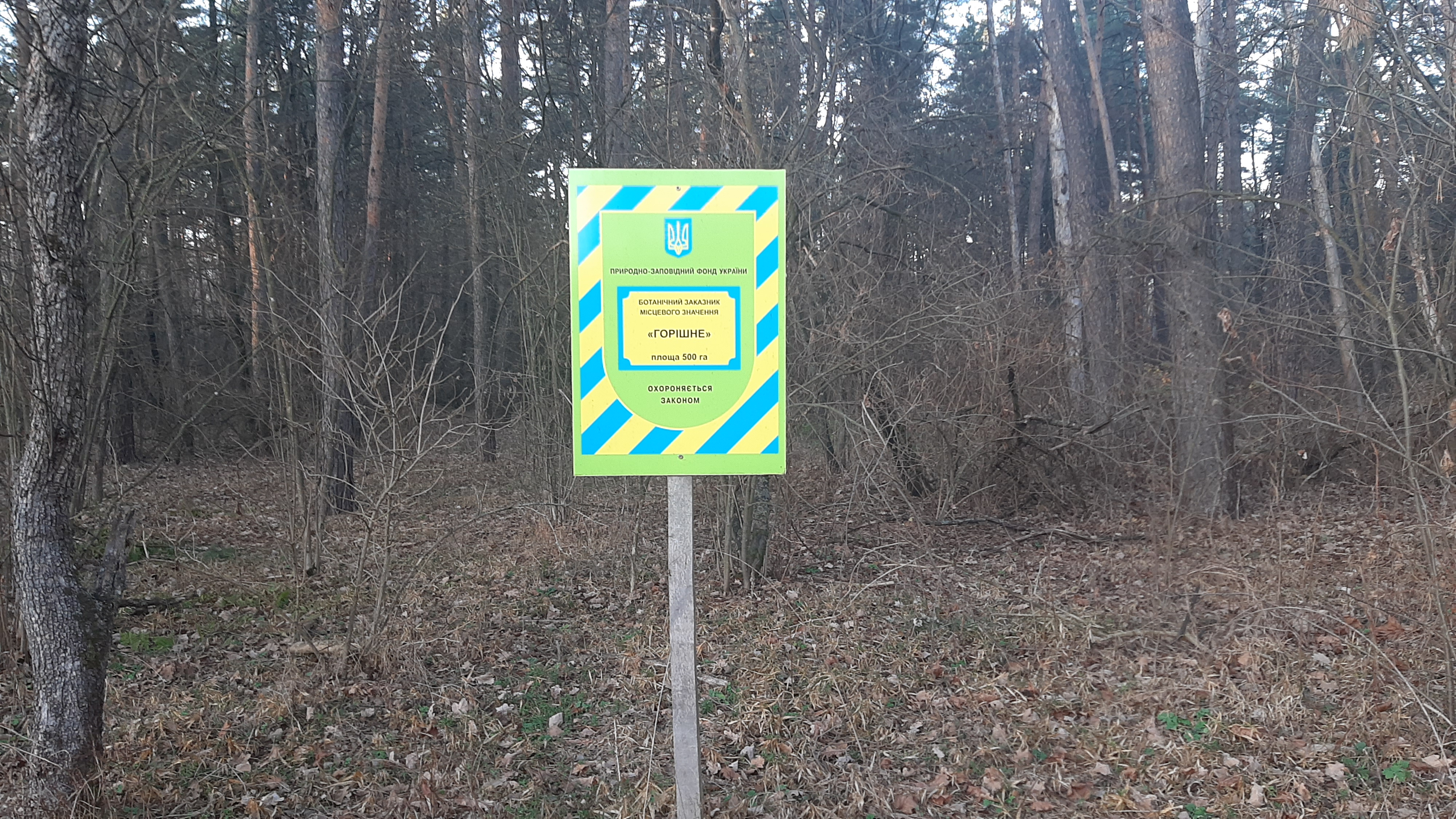
Ботанічний заказник Горішне
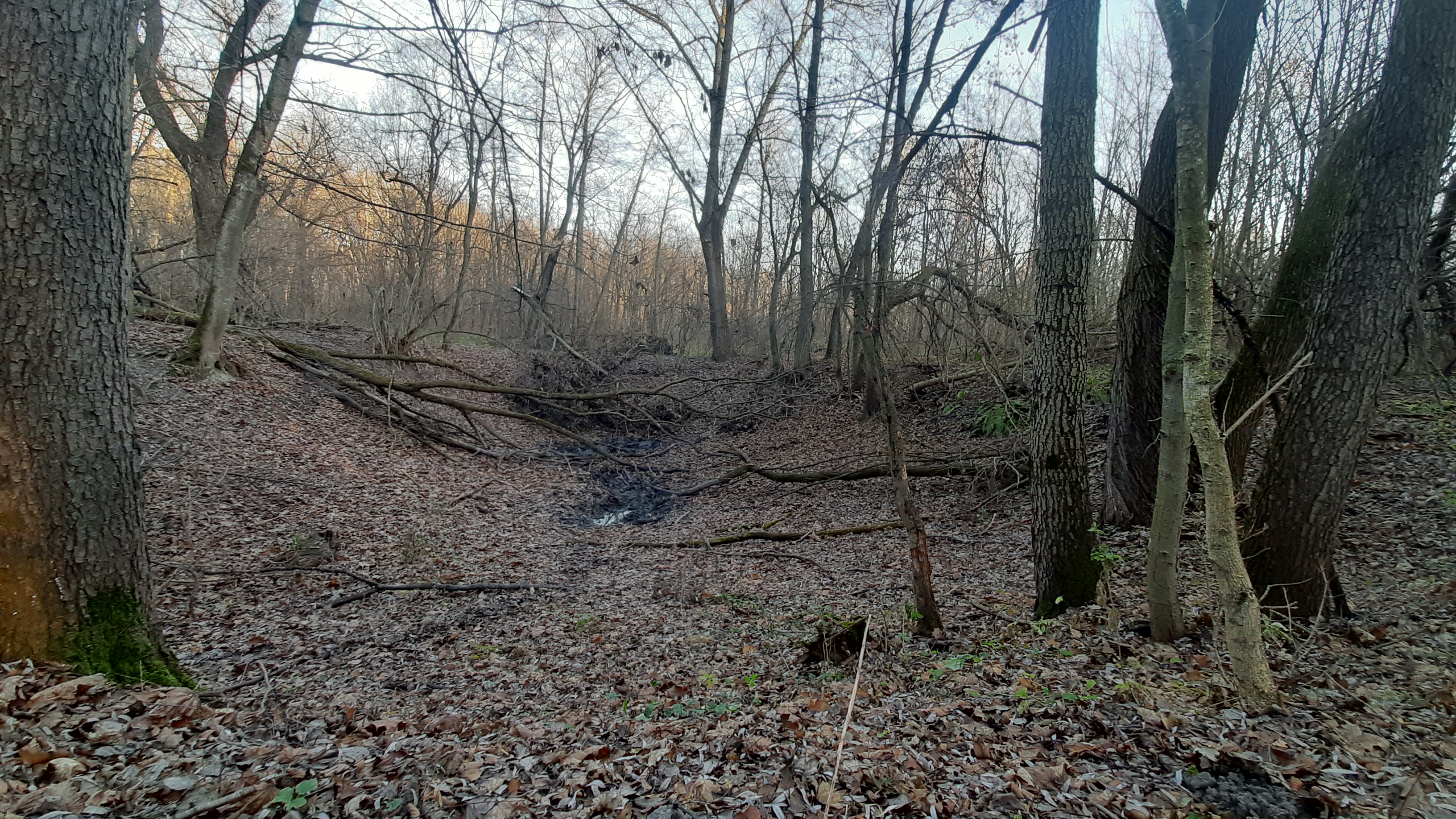
Вирва
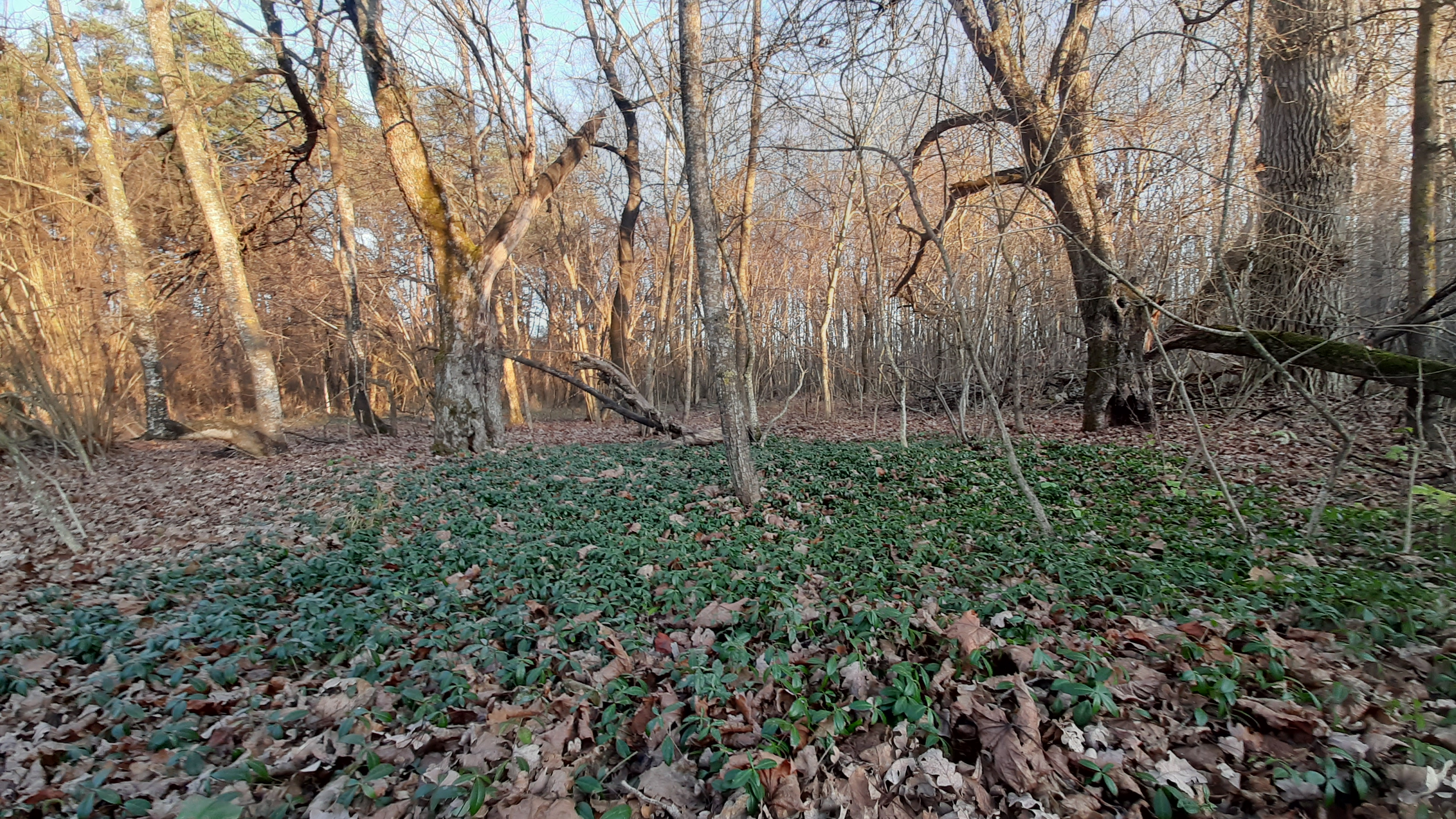
Галявина барвінку
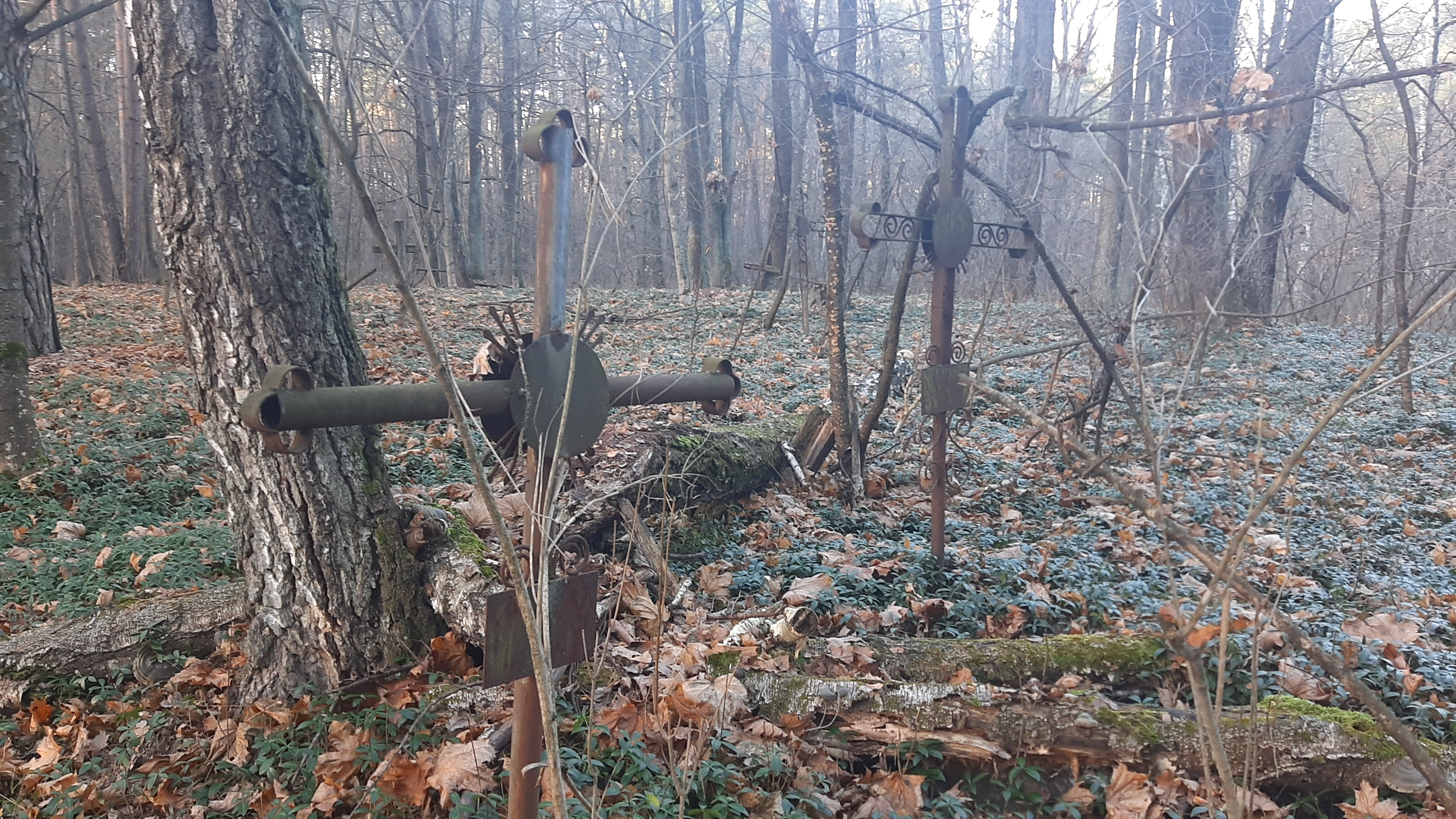
Кладовище в лісі
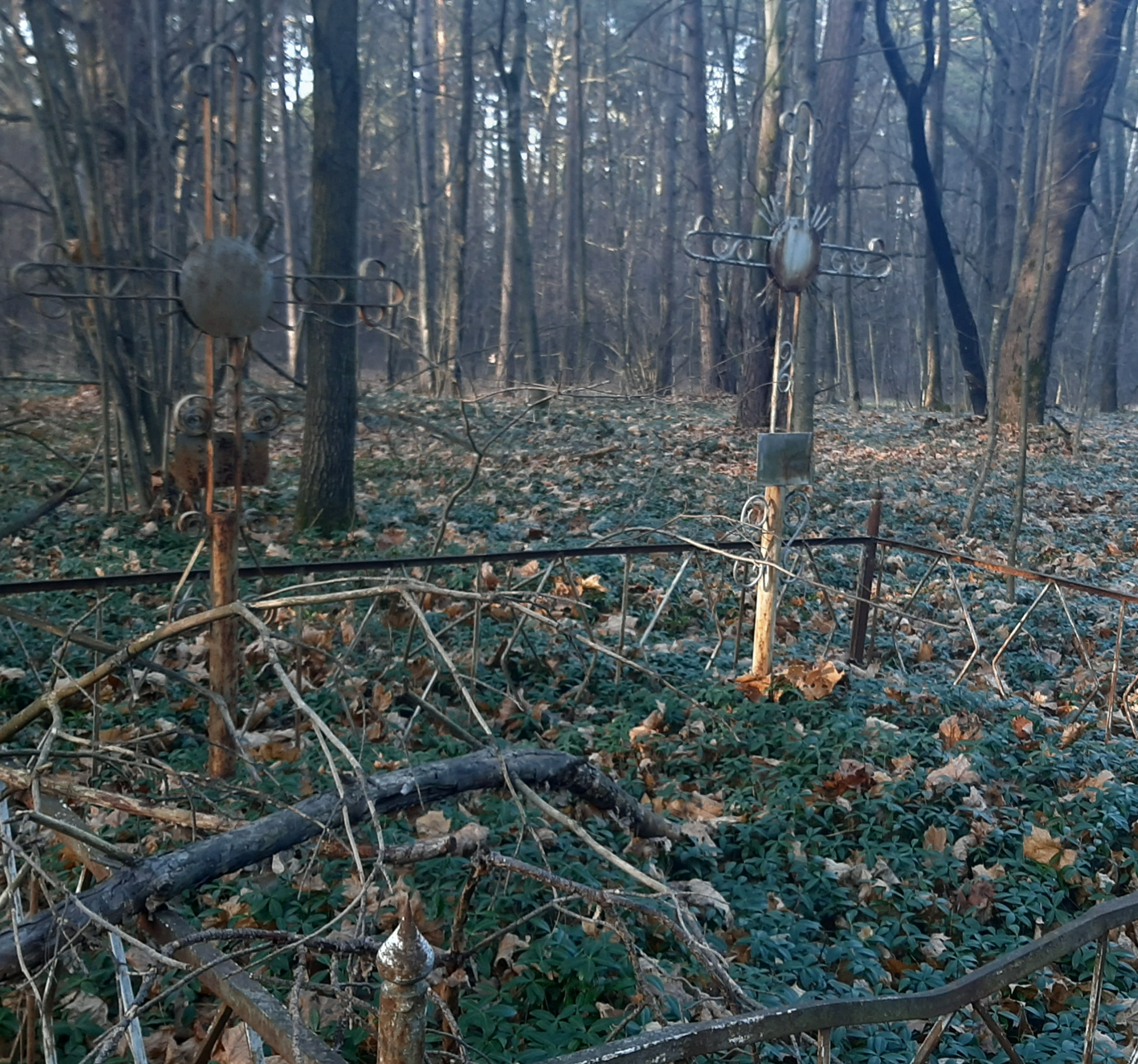
Кладовище
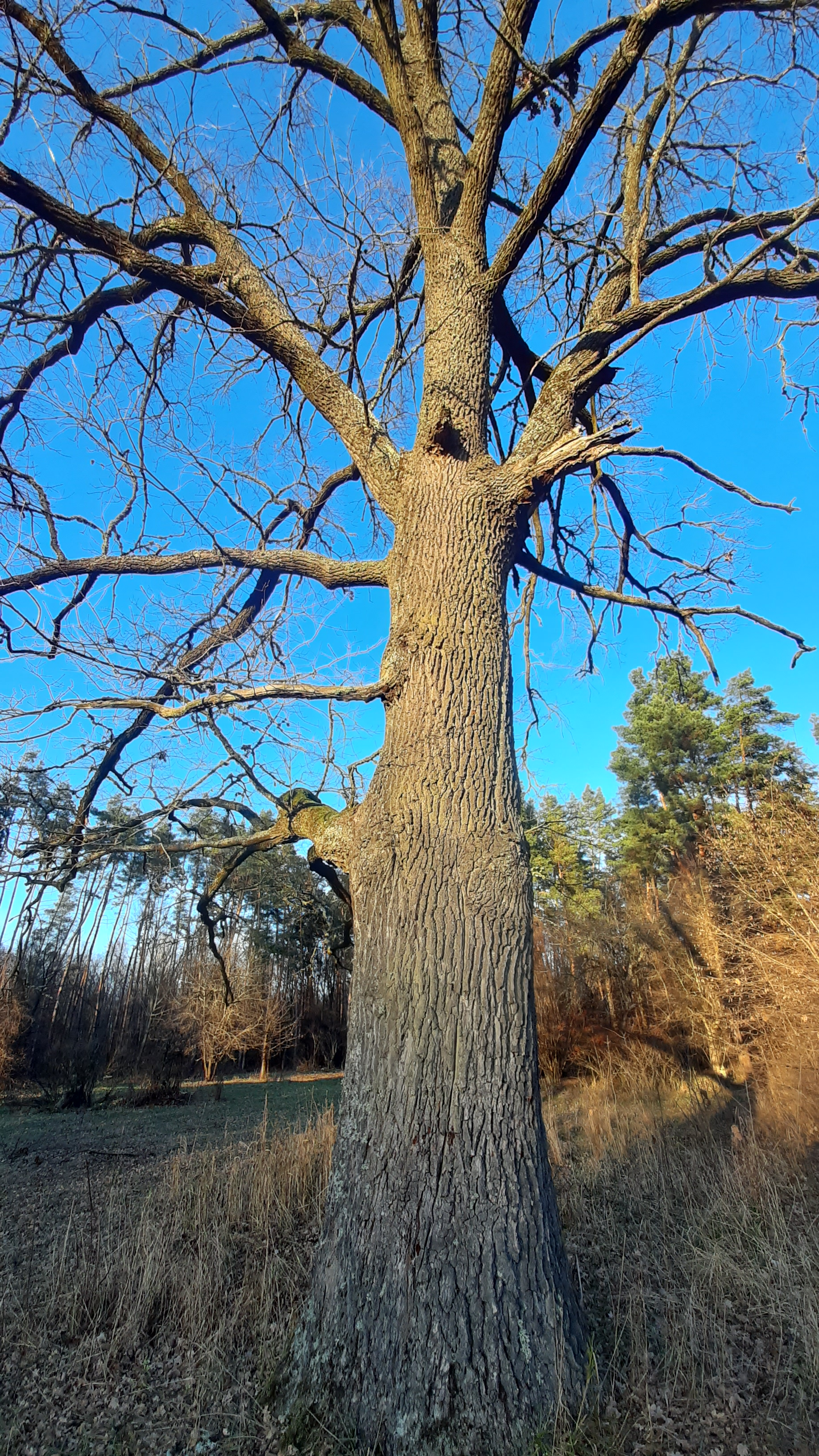
Кремезний дуб
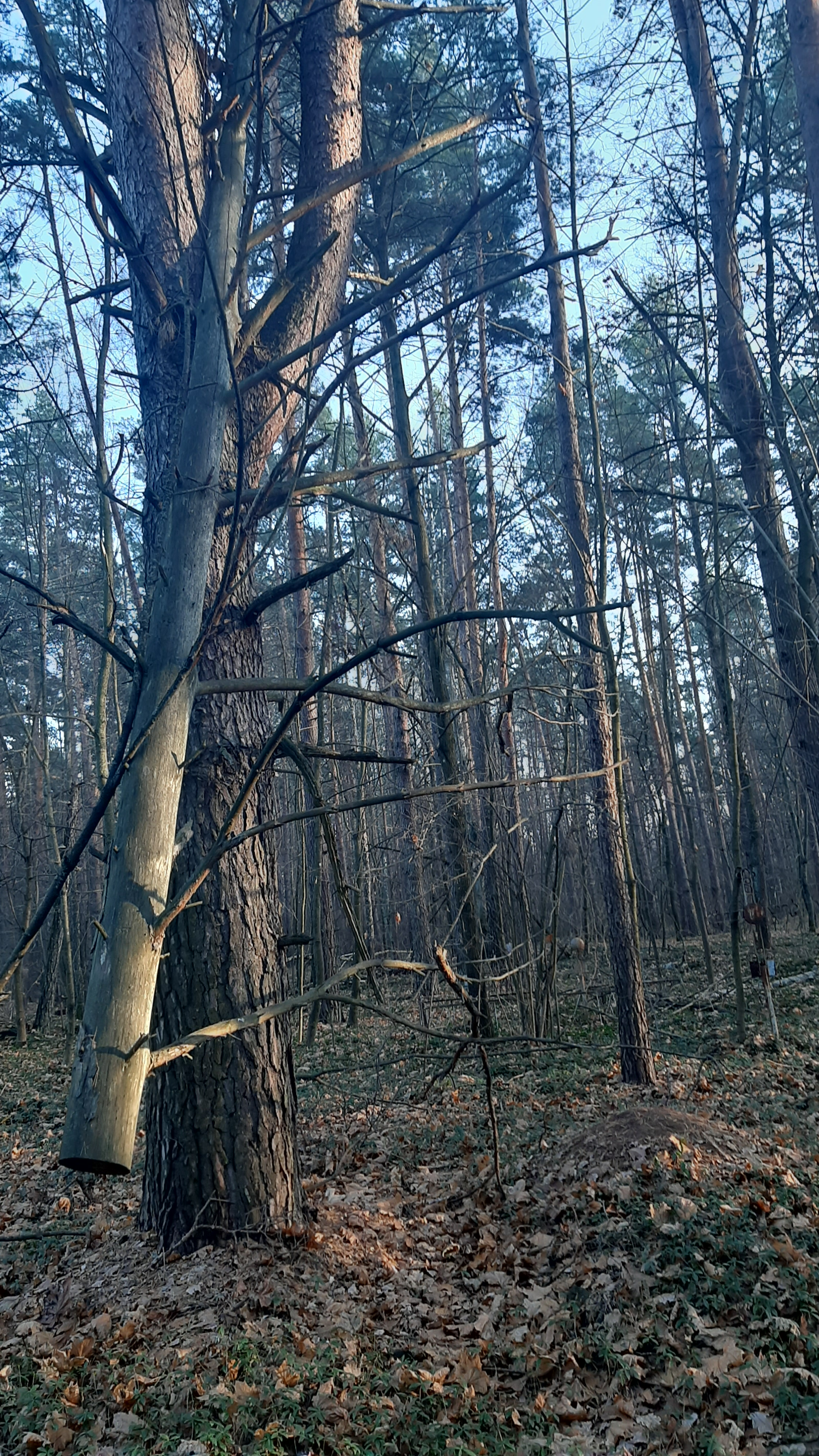
Лісний цвинтар
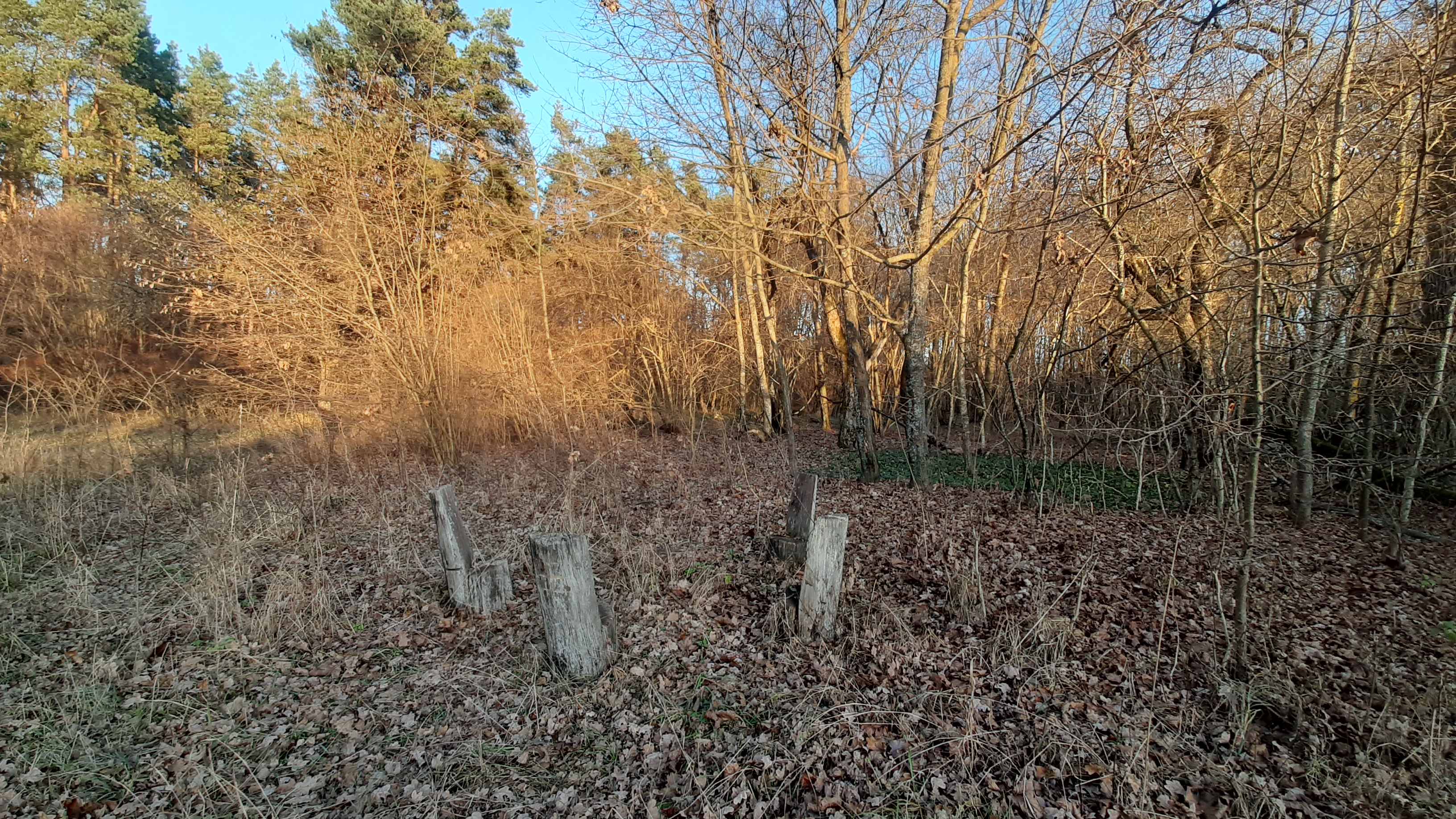
Місце зустрічі
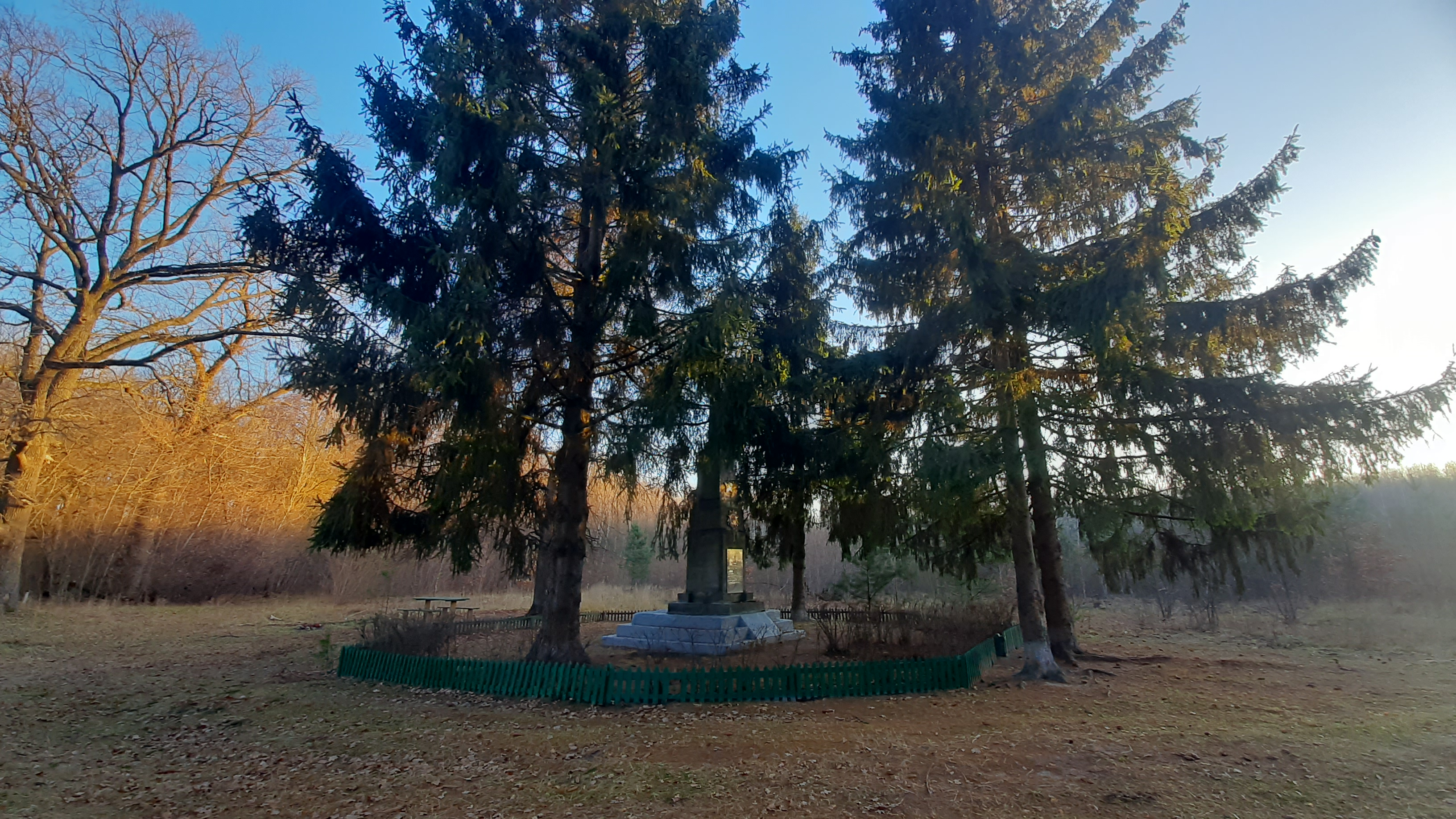
Місце партизанської слави
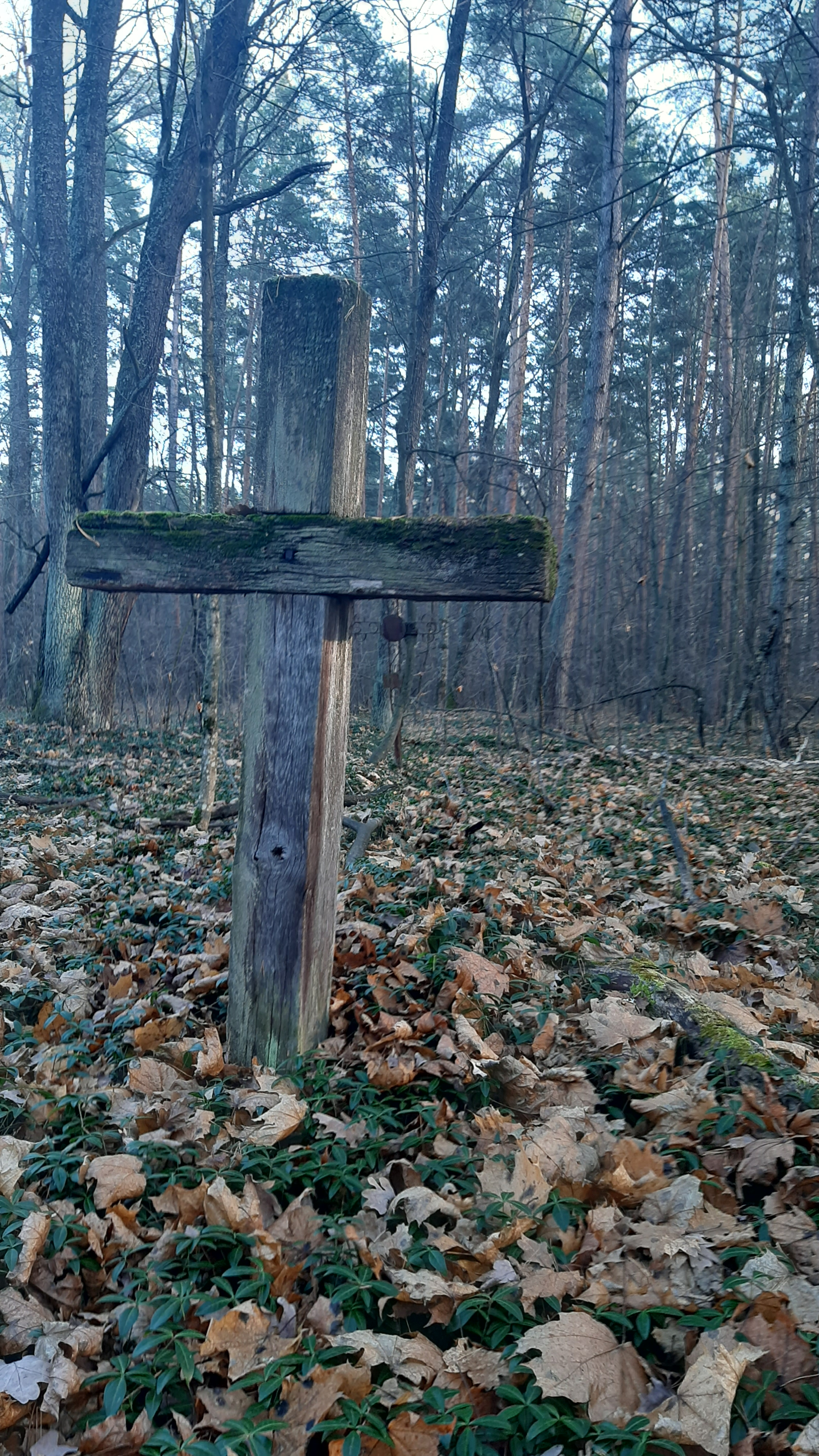
Невідоме поховання
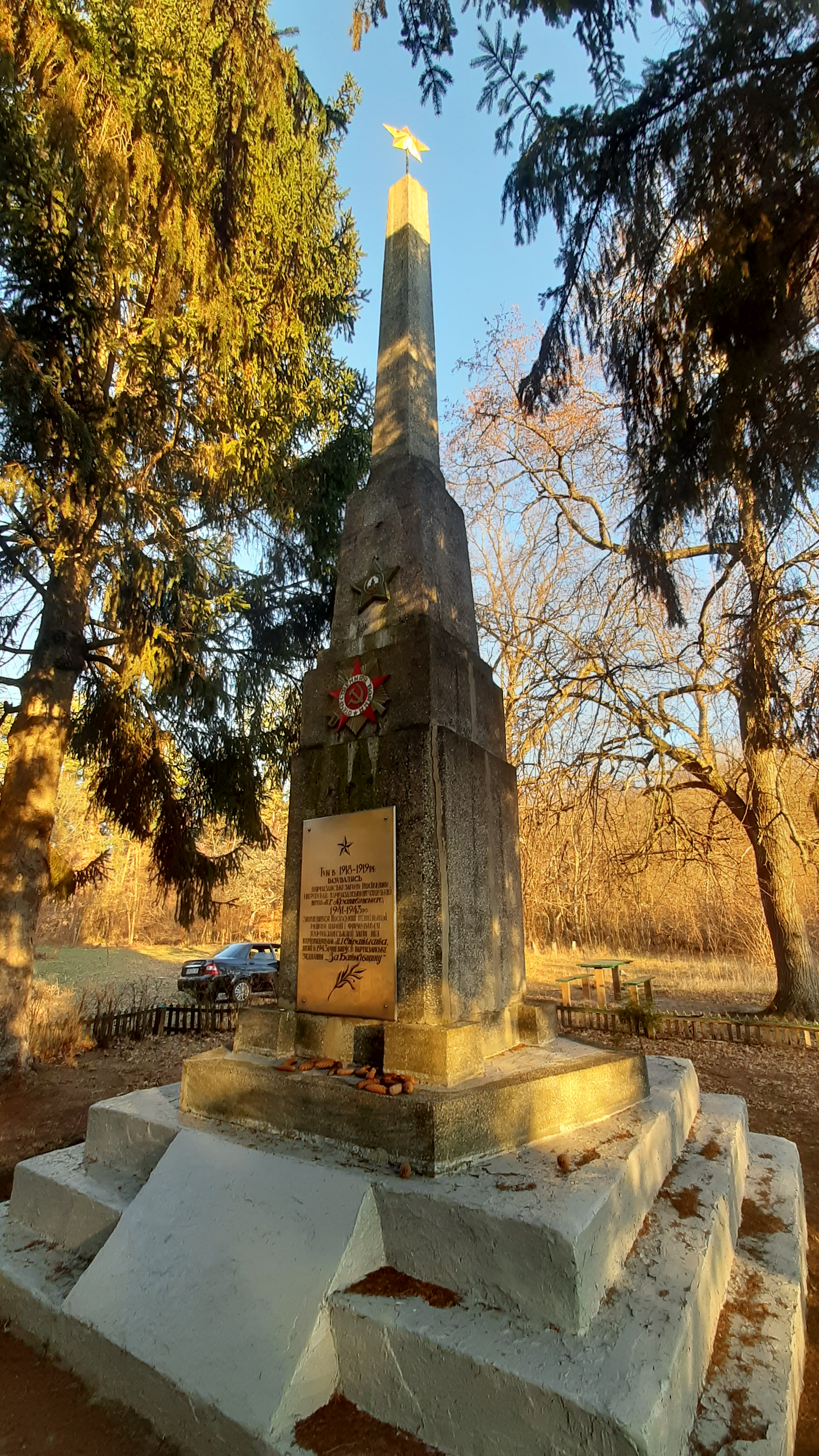
Обеліск
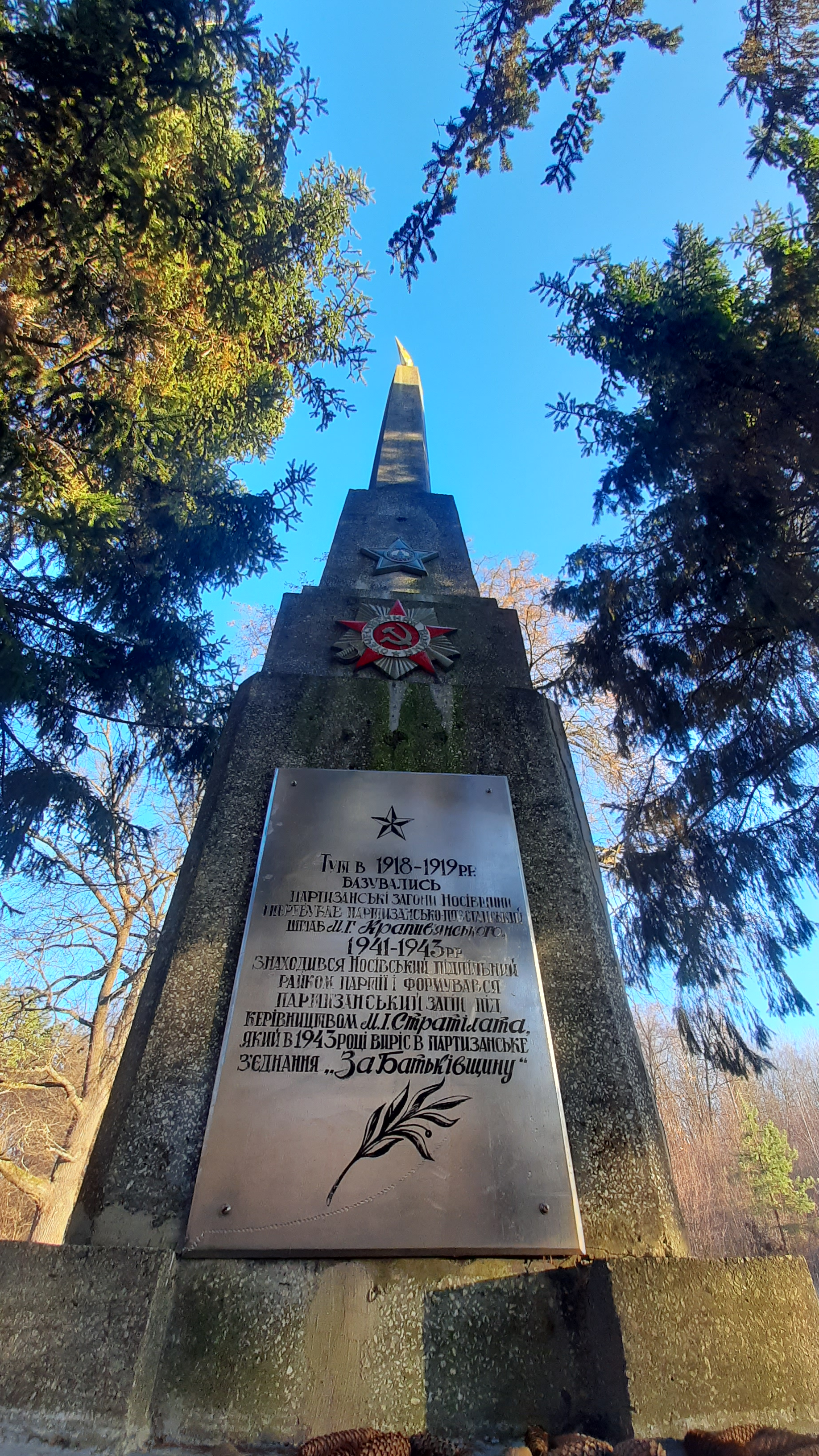
Обеліск
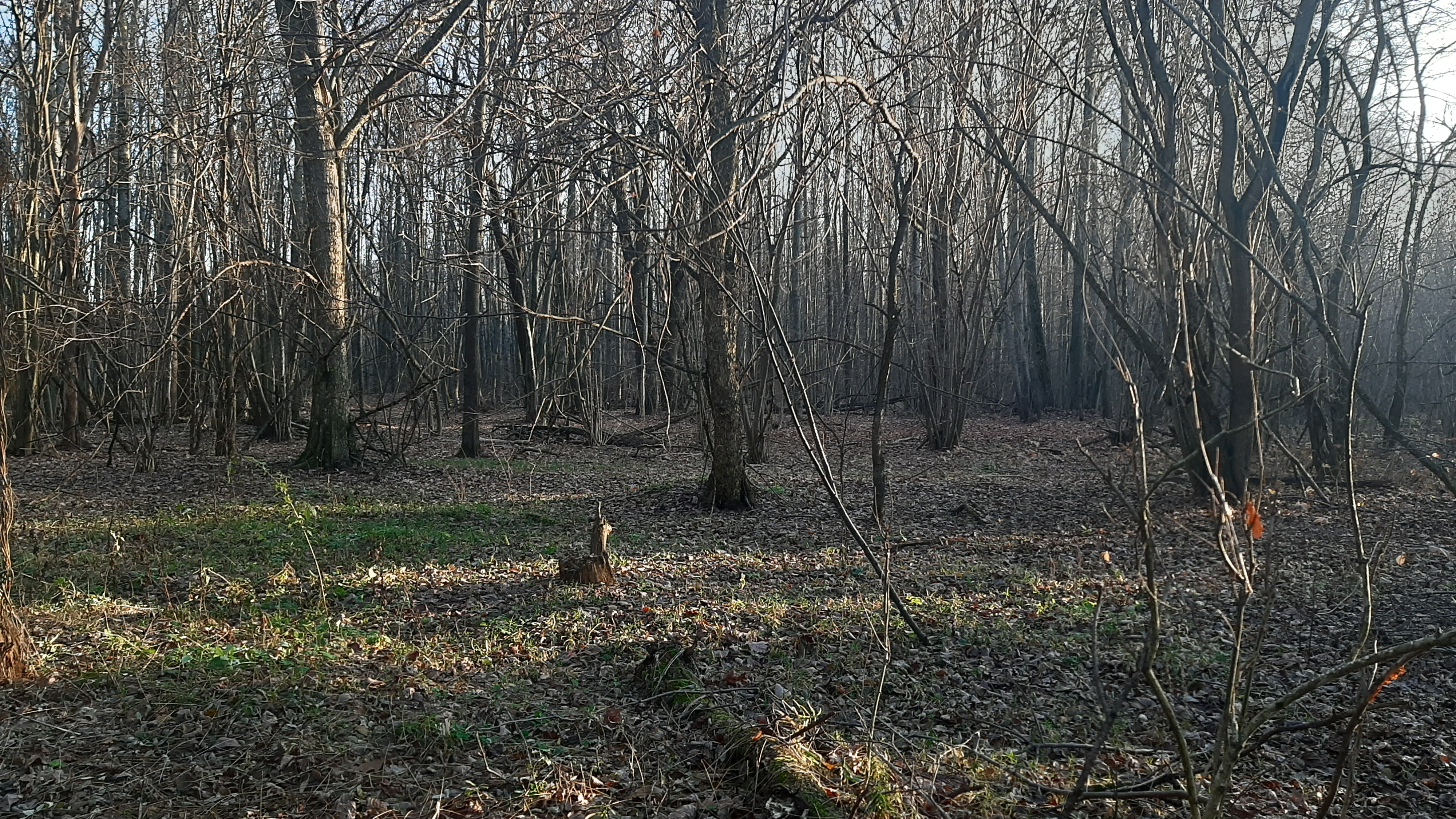
Горішне
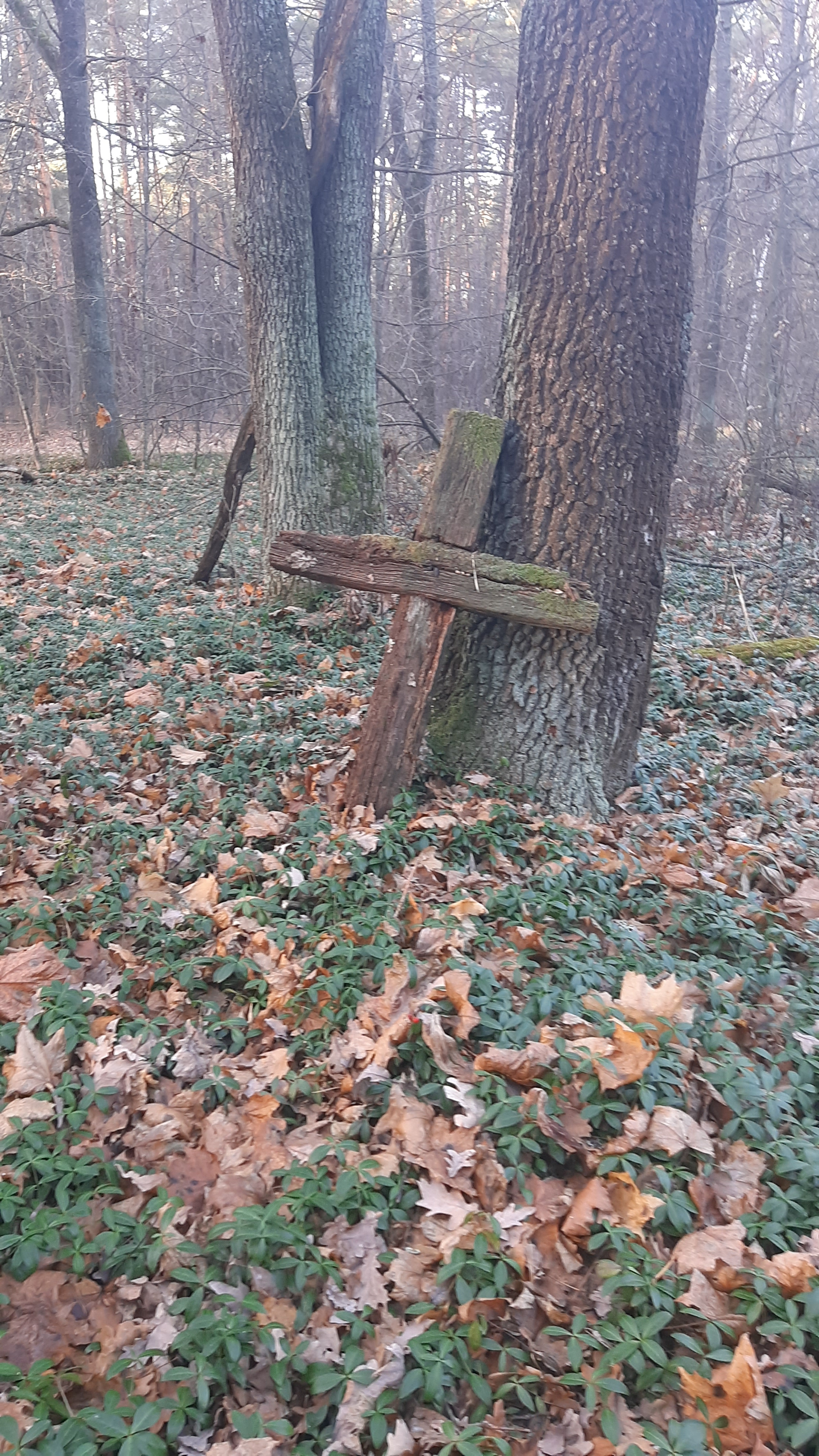
Поховання
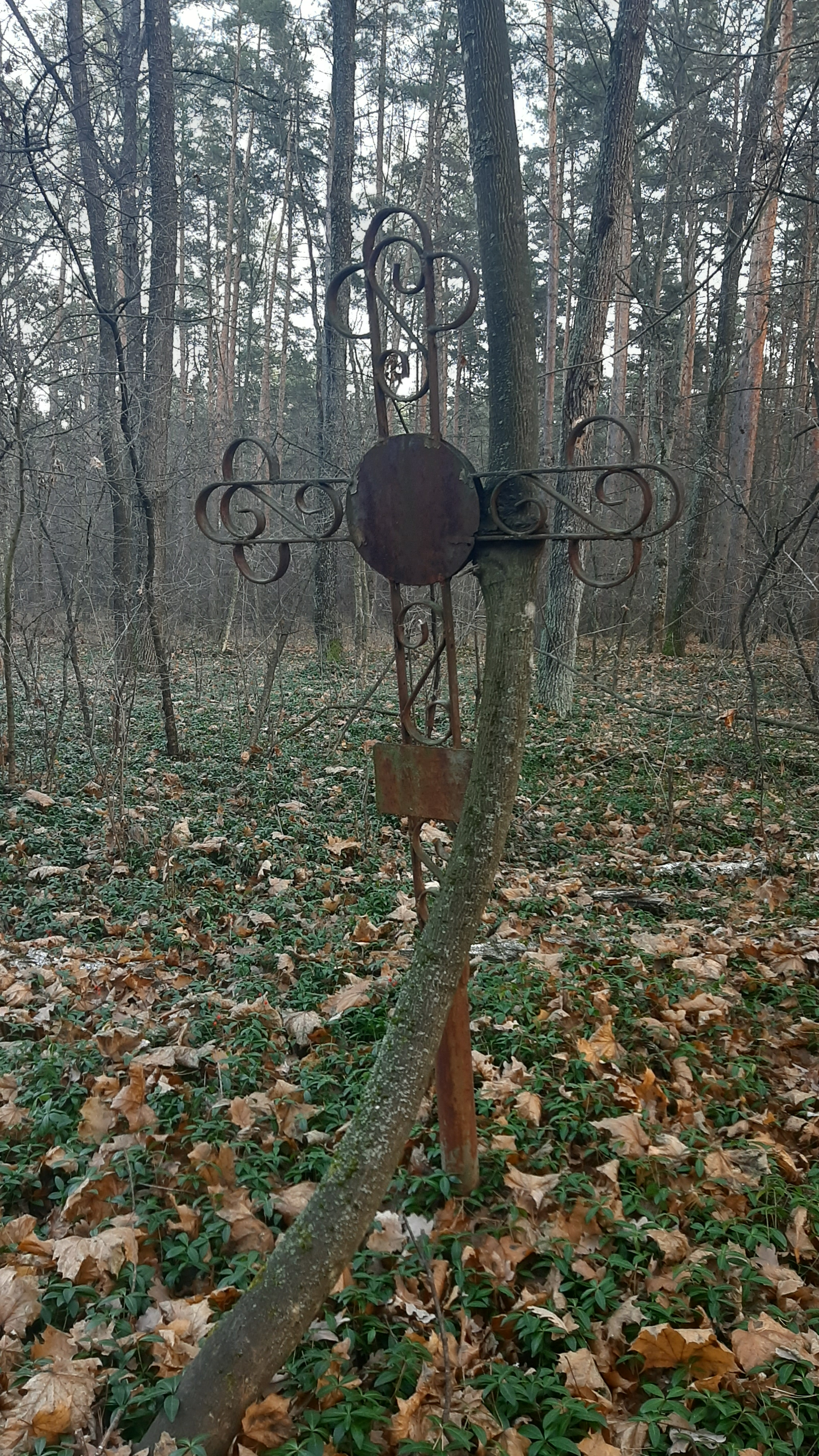
Хрест серед лісу
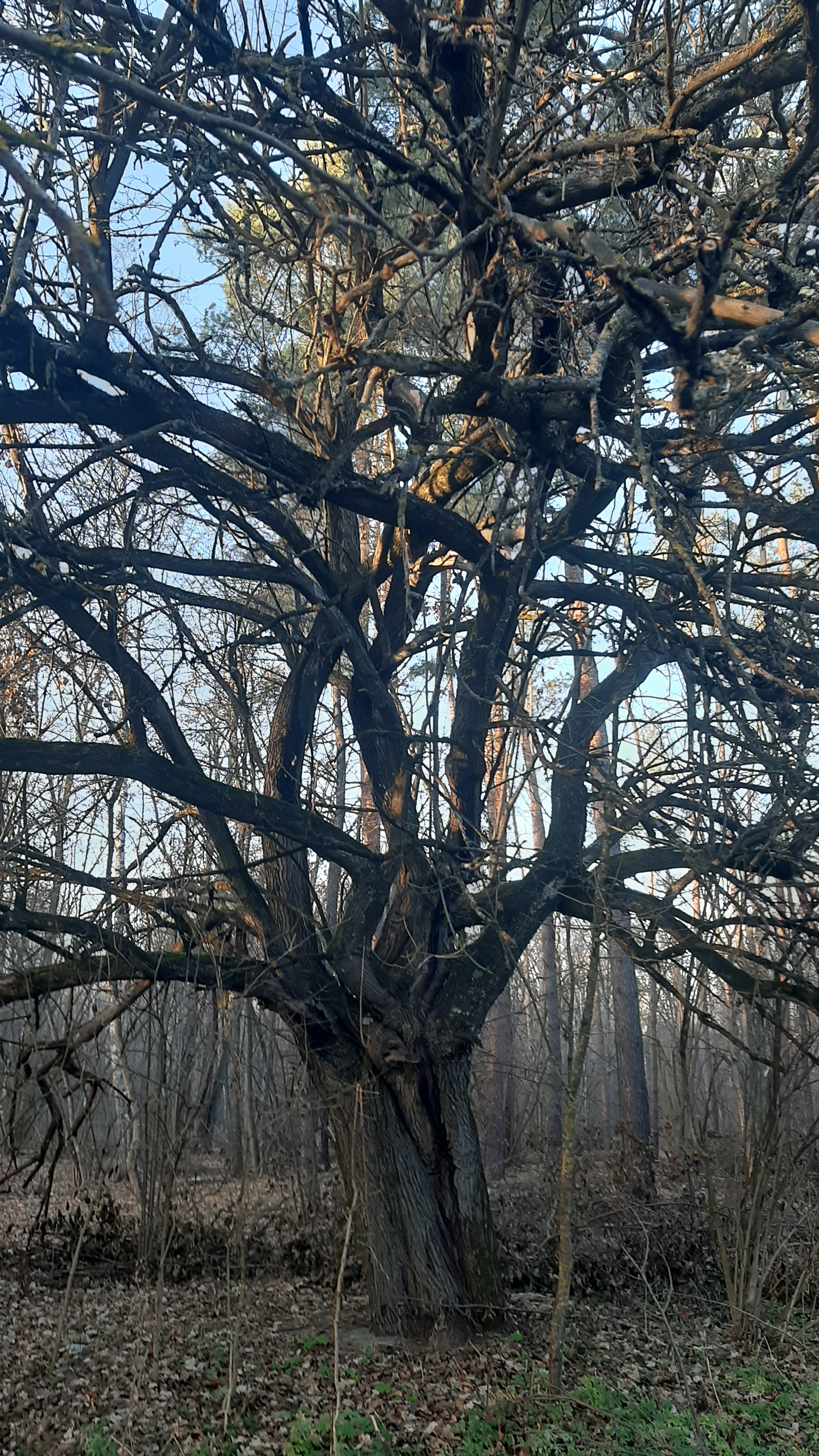
Яблуня
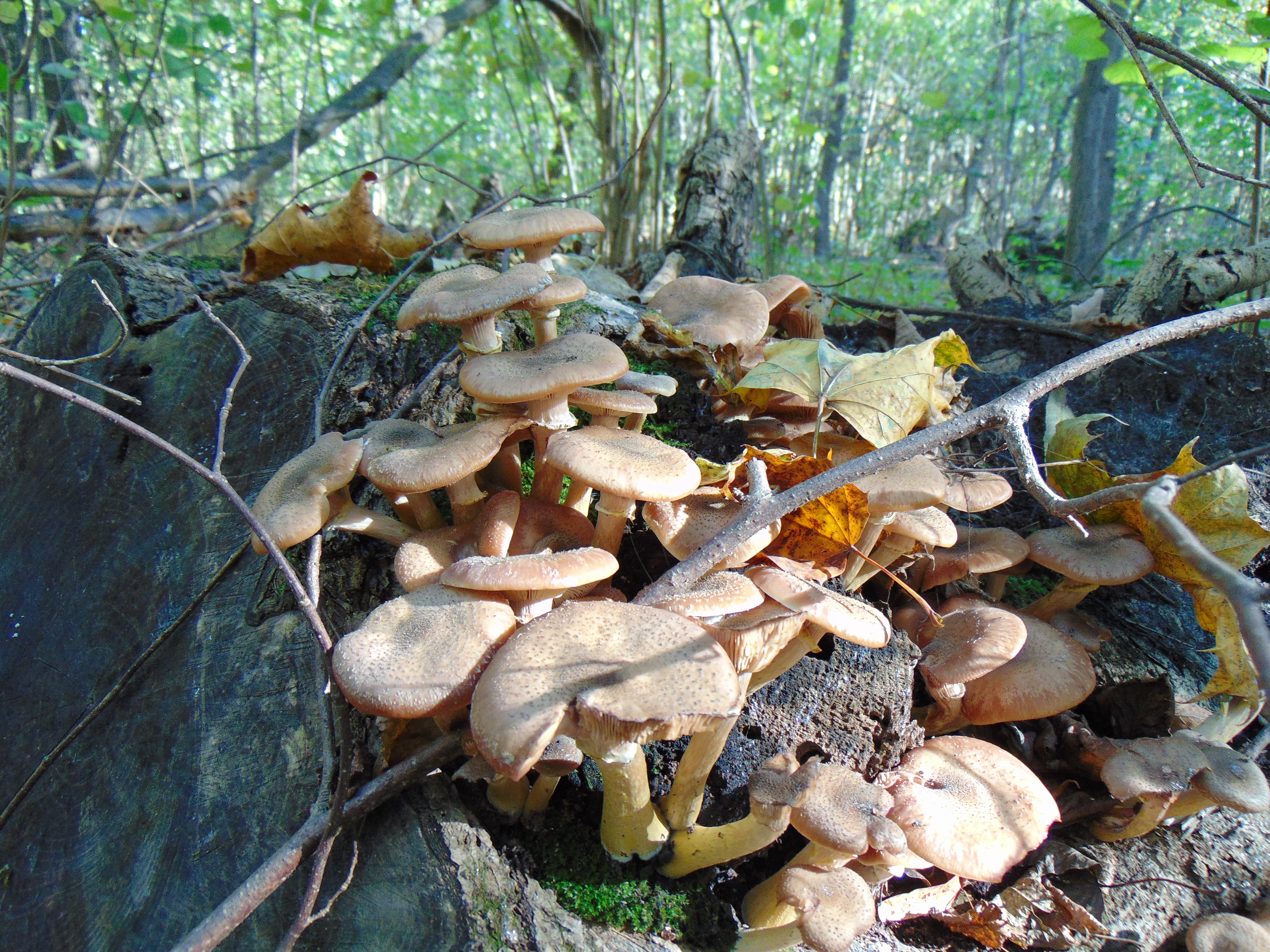
Опеньки
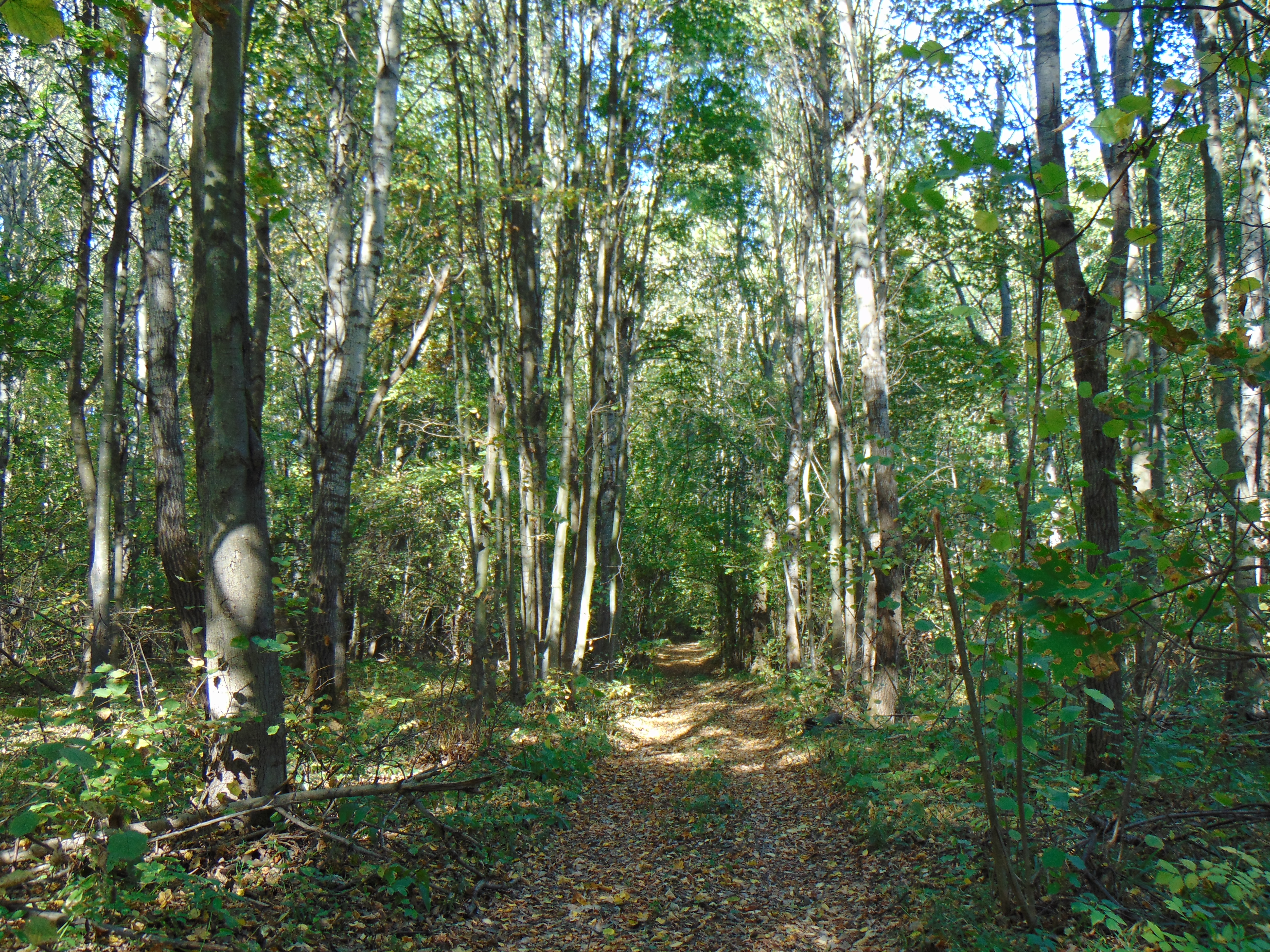